# اسلام در قبرس
اسلام در قبرس به دوران خلافت عثمان در سال ۶۴۹ برمی‌گردد، که با فتح قبرس توسط مسلمانان، در سراسر این کشور زندگی می‌کردند. پس از تجاوز نظامی ترکیه به قبرس در سال ۱۹۷۴، و تشکیل دولت جمهوری ترک قبرس شمالی اکثریت قاطع بالای ۹۸% این کشور را در بخش شمالی جزیره قبرس، مسلمانان سنی تشکیل می‌دهند. همینک اقلیتی از مسلمانان سنی در بخش جنوبی جزیره قبرس نیز سکونت دارند.

## نگارخانه

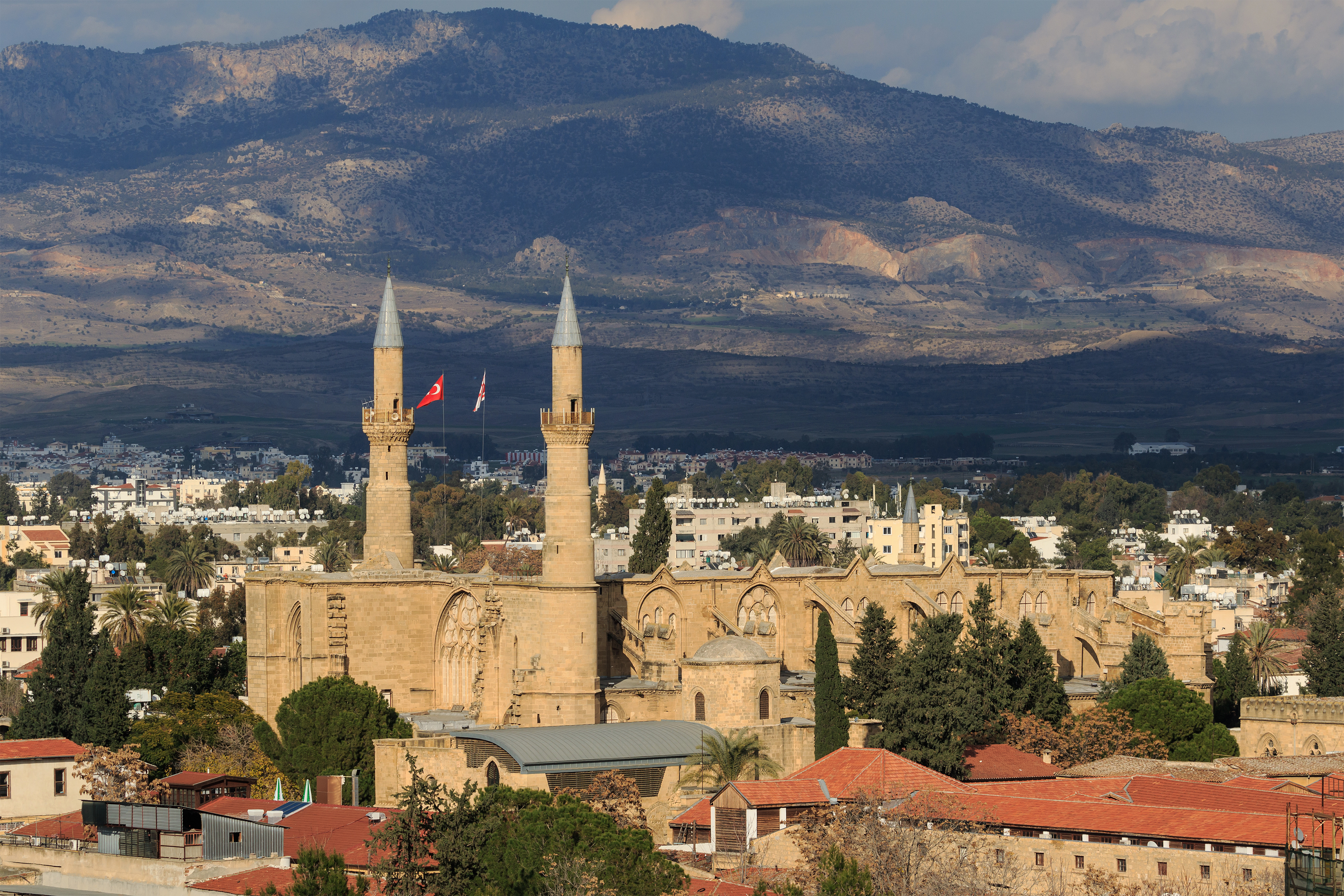
مسجد سلیمیه نیکوزیا
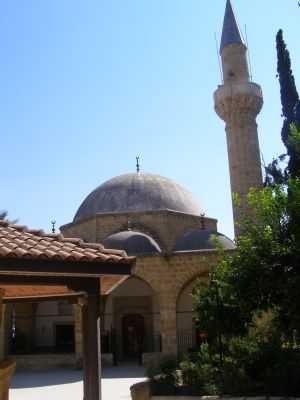
مسجد عرب احمد
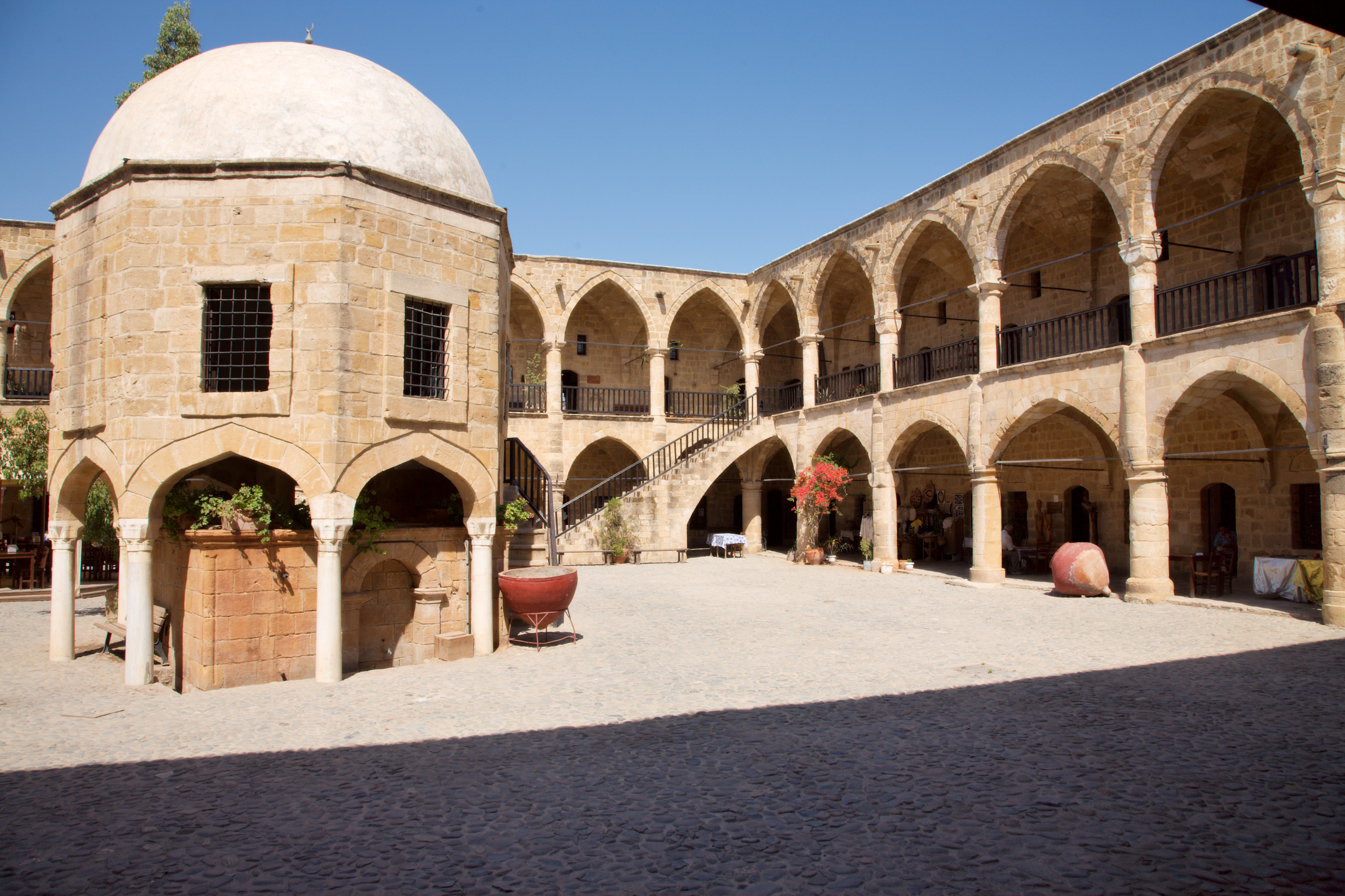
مسجد بیوک خان
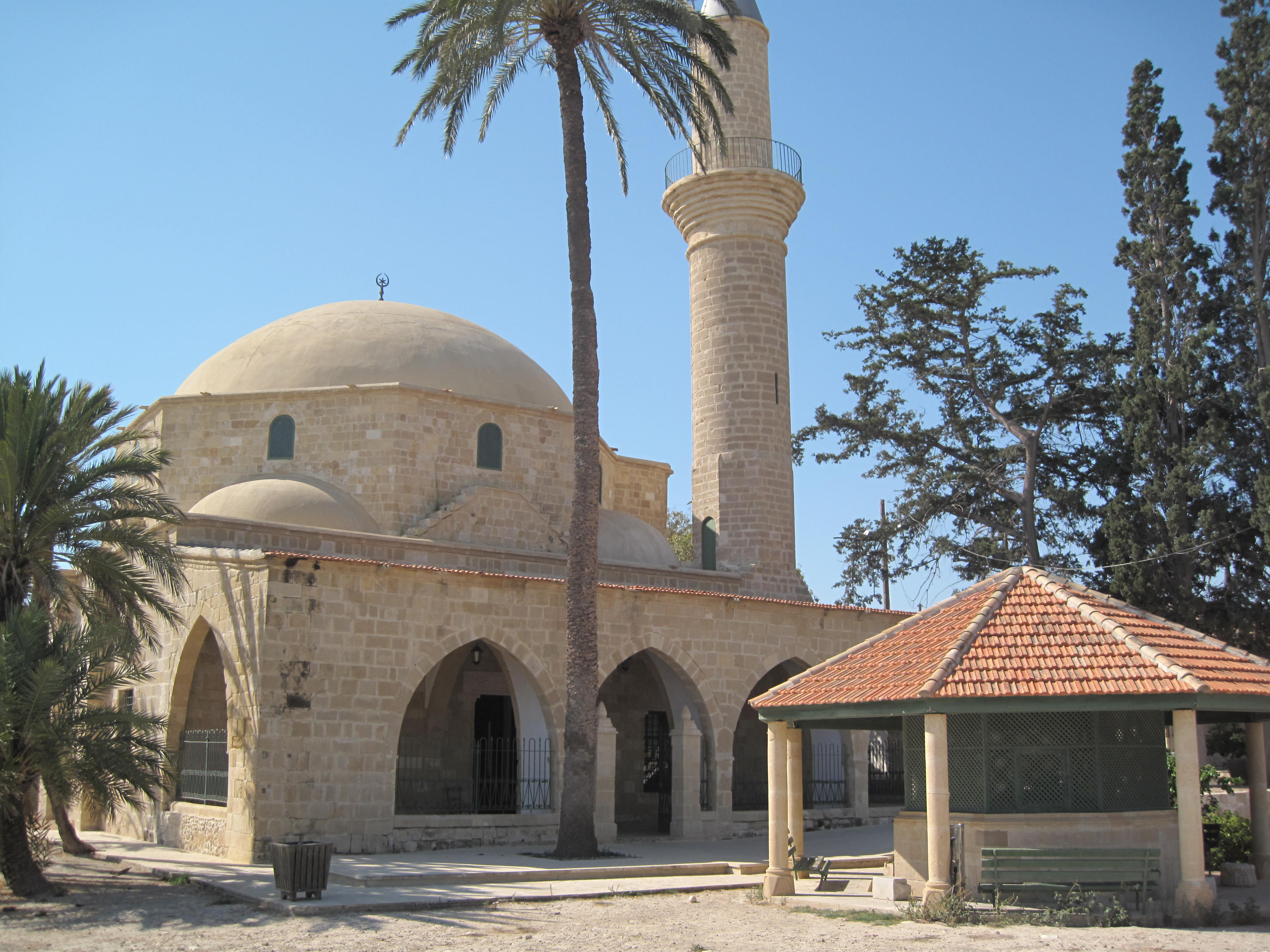
مسجد لارنکا کبیر این مسجد در بخش جنوبی جزیره واقع شده‌است